# Rasprava o pravoj pobožnosti prema Presvetoj Djevici Mariji
Rasprava o pravoj pobožnosti prema Presvetoj Djevici Mariji najvažnija je knjiga svetog Ljudevita Montfortskoga o pobožnosti prema Blaženoj Djevici Mariji.

## Povijest
Napisan 1712. godine, rukopis je ostao praktički nepoznat više od jednog stoljeća, kada je slučajno otkriven 1842. godine, u Matičnoj kući misionara Družbe Marijine u St. Laurent-sur-Sèvreu u Francuskoj. Knjiga je objavljena 1843. godine i postigla je trenutni uspjeh. Na engleski ju je prvi preveo velečasni William Faber. Prvi hrvatski prijevod uredio je nadbiskup dr. Josip Stadler godine 1894. Ukupno je bilo više od tri stotine izdanja, na tridesetak jezika. Knjiga nadopunjuje druga djela sv. Ljudevita Montfortskoga: Tajna krunice i Marijina tajna i najvažnija je njegova knjiga.

## Sadržaj
Sv. Ljudevit Montfortski u svome djelu piše da je prava pobožnost prema Presvetoj Djevici Mariji: unutrašnja („proizlazi iz duše i srca”), nježna („puna je pouzdanja u Presvetu Djevicu, kao što je dijete puno pouzdanja u svoju dobru majku”), sveta („navodi dušu da bježi od grijeha i da nasljeduje Marijine kreposti)”, postojana („nije nimalo prevrtljiva”) i nesebična („nadahnjuje pobožnu dušu da nimalo ne traži sebe nego samo Boga u njegovoj Presvetoj Majci.”). Navodi i sedam lažnih i opasnih pobožnosti prema Gospi: “Ja nalazim sedam vrsta lažnih štovatelja i lažnih pobožnosti prema Presvetoj Djevici. To su: 1. štovatelji kritičari („dovode u sumnju sva čudesa i događaje”); 2. bojažljivi štovatelji („boje da će osramotiti Sina časteći Majku; da ne bi uzvisujući Mariju ponizili Isusa.”); 3. izvanjski štovatelji („nemaju unutarnjega duha, prija im samo vanjština pobožnosti”); 4. preuzetni štovatelji („mirno spavaju u svojim zlim navikama, a da se ne trude mnogo oko svoga popravka, pod izlikom da su pobožni Djevici”); 5. nepostojani štovatelji („pobožni Presvetoj Djevici na mahove i po ćudljivosti”); 6. licemjerni štovatelji („da ih ljudi drže za ono što nisu”) i 7. sebični štovatelji (utječu se Djevici samo radi svoje potrebe)”.

## Utjecaj
Rasprava o pravoj pobožnosti prema Presvetoj Djevici Mariji privukla je pozornost u 20. stoljeću, kada je u obraćanju redovnicima monfortancima, papa Ivan Pavao II. rekao da je čitanje ove knjige bila "odlučujuća prekretnica" u njegovu životu. Rekao je, da se sjeća da je dugo vremena nosio tu knjižicu i u tvornicu sode gdje je radio, tako da su se njene lijepe korice uprljale vapnom. Iz te knjige naučio je što znači prava pobožnost prema Majci Božjoj. Prema svom apostolskom pismu Rosarium Virginis Mariae, iz knjige je preuzeo svoje apostolsko geslo Totus Tuus (hrv. Cijeli sam tvoj). U svojoj enciklici iz 1987. godine, Redemptoris Mater papa je svetog Ljudevita Montfortskoga naveo kao učitelja marijanske duhovnosti.

## Vanjske poveznice
Mrežna mjesta
- Sv. Ljudevit Montfortski, Rasprava o pravoj pobožnosti prema Presvetoj Djevici Mariji, digitalno izdanje, www.monfortanci.com